# Nino Pirrotta
Nino Pirrotta (Palerme, 13 juin 1908 – Palerme, 20 janvier 1998) est un musicologue italien spécialisé dans la musique italienne de la fin du Moyen Âge, de la Renaissance et du baroque précoce.

## Biographie
Antonino Pirrotta fait ses études musicales au Conservatoire de Palerme puis en 1931, reçoit un diplôme d'histoire de l'art de l'Université de Florence, après avoir déjà obtenu un diplôme en interprétation d'orgue (1930).
Il est ensuite maître de conférence et bibliothécaire du conservatoire de Palerme de 1936 à 1948. Il est ensuite nommé chef bibliothécaire du Conservatoire Sainte Cécile à Rome de 1948 à 1956.
En 1954, il est professeur invité à l'Université de Princeton. Il s'est joint à la faculté de l'Université Harvard en 1956 où il occupe les postes de professeur de musique de Naumburg et de bibliothécaire en chef de la musique jusqu'en 1972, où il est également chef du département de musique de 1965 à 1968. À l'exception de l'année 1979, où il était à nouveau à Harvard, Pirrotta enseigne à l'Université de Rome, en tant que professeur de musicologie, de 1972 à sa retraite en 1983. 
Il meurt en 1998, à l'âge de 89 ans.

## Œuvre
Nino Pirrotta s'impose comme un universitaire important dès son premier livre, Il Sacchetti e la Tecnica Musicale (1935, avec Ettore Li Gotti) qui se concentrait sur la musique et la poésie du trecento. Il publie ensuite plusieurs autres ouvrages sur ce sujet et devint l'un des plus importants spécialistes de l'Ars nova italien, de la Camerata fiorentina et de l'opéra ancien. En 1970, son livre Li Dui Orfei (publié plus tard en anglais en 1982 sous le titre Music and Theater from Poliziano to Monteverdi), qui retrace la préhistoire de l'opéra, reçoit le Kinkeldey Award de la American Musicological Society.